# Saison 1 des 7N
Chronologie
Saison 2
Cet article présente le guide des épisodes de la première saison de la série télévisée américaine Les 7N (The 7D). La série a été diffusée le 7 juillet 2014 sur Disney XD et le 4 janvier 2015 sur Disney Junior.

## Guide des épisodes

### Épisode 1:Les Géants minuscules
- États-Unis : 4 janvier 2015 ➡ Disney Junior 
 États-Unis : 7 juillet 2014 ➡ Disney XD

- États-Unis : 2,556 millions de téléspectateurs ➡ Disney Junior 
 États-Unis : 1,350 million de téléspectateurs ➡ Disney XD

- Leigh-Allyn (VF : Maia Baran) : La Reine Délicieuse
- Paul Rugg (VF : Matthieu Moreau) : Lord Amidon

### Épisode 2:Le Rubis Royal
- Leigh-Allyn (VF : Maia Baran) : La Reine Délicieuse

### Épisode 3:Pour l'amour du fromage
- Leigh-Allyn (VF : Maia Baran) : La Reine Délicieuse
- Paul Rugg (VF : Matthieu Moreau) : Lord Amidon

### Épisode 4:Les grandes orgues royales
- Leigh-Allyn (VF : Maia Baran) : La Reine Délicieuse

Paul Rugg (VF : Matthieu Moreau) : Lord Amidon

### Épisode 5:Miroir, miroir
- États-Unis : 1er février 2015 Disney Junior

- Leigh-Allyn (VF : Maia Baran) : La Reine Délicieuse

Paul Rugg (VF : Matthieu Moreau) : Lord Amidon

### Épisode 6:Le Timide Masqué
- Leigh-Allyn (VF : Maia Baran) : La Reine Délicieuse

Paul Rugg (VF : Matthieu Moreau) : Lord Amidon